# Iglesia de San Pedro (Montagut)
La iglesia de San Pedro es un edificio de la localidad española de Montagut, perteneciente al municipio gerundense de Montagut i Oix.

## Descripción
El edificio está situado en la localidad gerundense de Montagut, del municipio de Montagut i Oix. Aparece descrito en el undécimo volumen del Diccionario geográfico-estadístico-histórico de España y sus posesiones de Ultramar de Pascual Madoz de la siguiente manera:

una igl. parr. (San Pedro) de la que es aneja la de San Jaime de Llierca, ó Palau de Montagut, y la de Ntra. Sra. de la Dehesa en el vecindario de Angles; se halla servida por un cura de primer ascenso, de provision real y ordinaria y un vicario.
(Madoz, 1848, p. 517)